# Morolaba
Morolaba è un dipartimento del Burkina Faso classificato come comune, situato nella provincia di Kénédougou, facente parte della Regione degli Alti Bacini.
Il dipartimento si compone del capoluogo e di altri 14 villaggi: Domberla, Kaifona, Kalarla, Katana, Nangorla, N'gorguerla, Niamberla, Siguinasso, Sindorla, Temetemesso, Tina, Zanfagora, Zanfara e Zankina.